# Parafia Matki Bożej Pięknej Miłości w Psarach
Parafia Matki Bożej Pięknej Miłości w Psarach – parafia rzymskokatolicka, znajdująca się w diecezji kieleckiej, w dekanacie bodzentyńskim
Założona została w 1986 roku, przez wydzielenie z parafii w Bodzentynie.  W 2005 roku parafia liczyła 1247 wiernych.